# گری چایلدز
گری چایلدز (انگلیسی: Gary Childs؛ زادهٔ ۱۹ آوریل ۱۹۶۴) بازیکن فوتبال اهل بریتانیا است.
از باشگاه‌هایی که در آن بازی کرده‌است می‌توان به باشگاه فوتبال وست برومویچ آلبیون، باشگاه فوتبال گریمزبی تاون، باشگاه فوتبال بیرمنگام سیتی، باشگاه فوتبال بوستون یونایتد، باشگاه فوتبال والسال، و باشگاه فوتبال ویسبچ اشاره کرد.